# Roszen Kirilov
Roszen Jordanov Kirilov (bolgár nyelven: Росен Йорданов Кирилов) (Vidin, 1973. január 4. –) bolgár válogatott labdarúgó, edző.

## Pályafutása
Karrierje során szerepelt a CSZKA Szofija, a Litex Lovecs, a Péjiasz Kinírasz, az Adanaspor és az FC Vaslui együtteseiben.
1998 és 2006 között volt a bolgár labdarúgó-válogatott tagja 51 mérkőzésen. A válogatott tagjaként részt vett a 2004-es Európa-bajnokságon, illetve az 1998-as világbajnokságon.

## Sikerei, díjai
- CSZKA Szofija
  - Bolgár bajnok: 1992
  - Bolgár kupa: 1993
- Litex Lovecs
  - Bolgár bajnok: 1998, 1999
  - Bolgár kupa: 2004